# Il treno del sabato
Il treno del sabato è un film del 1964 diretto da Vittorio Sala.

## Trama
Tre mariti mandano in villeggiatura con il treno del sabato le rispettive mogli. Il primo marito manda la moglie per sicurezza in una località deserta, ma la donna diventa la maggior attrazione di una casa frequentata da ragazze squillo. Il secondo marito, molto geloso, raggiunge la moglie per passare le ferie insieme a lei, ma un dottore gli ingessa una gamba per costringerlo a letto per poi divertirsi con sua moglie. Infine il terzo marito vorrebbe divertirsi con la moglie e l'amante, tutte e due vogliose di costosi regali; viene però tradito sia dalla moglie che dall'amante. Per vendetta lascia tutte e due in mare su una barca tornandosene poi in città da solo.